# Syriska inbördeskriget
Syriska inbördeskriget eller Syrienkriget är en pågående väpnad konflikt mellan syriska regeringstrupper, ledda av president Bashar al-Assad, och stridande från olika oppositionella grupperingar. Konflikten inleddes under den arabiska våren med de första lokala missnöjesyttringarna i januari 2011, vilka i mitten av mars växte till organiserade landsomfattande protester. Protesterna gällde till en början krav på demokratisering, stopp på den utbredda korruptionen, respekt för de mänskliga rättigheterna och krav på Assads avgång., och möttes med omfattande våld av polis, säkerhetsstyrkor och militär. Under konfliktens gång växte inblandningen från utländska intressegrupper och Syrien såg ett inflöde av pengar och vapen från utlandet. Strider pågår på flera fronter mellan regeringsstyrkor och en lång rad olika organiserade rebellgrupper (med ett inte obetydligt inslag av utländska stridande), som i sin tur också strider mot varandra. Det ursprungliga motivet till proteströrelsen – demokratisering av Syrien – spelar numera en mindre roll, religiösa och etniska orsaker har istället trätt fram.
Enligt uppgifter april 2018 har minst 340 000 människor dödats och över tolv miljoner människor, vilket är mer än halva Syriens befolkning, har drivits på flykt. Minst 600 000 syrier levde 2018 i belägrade städer och samhällen, med begränsad tillgång till mat, medicin och sjukvård. Under de knappt fyra första månaderna 2022 hade nästan 1700 människor dödats av krigsrelaterade aktioner.

## Orsaker bakom det syriska inbördeskriget
Bakgrunden till dagens konflikt kan sökas i Syriens historia, i den politiska utvecklingen under 1900-talet, samt ur de gamla motsättningarna mellan sunnimuslimer och shiamuslimer.

### Storsyrien, franska kolonialmakten och självständighet

Sykes-Picot-avtalet 1916 delade upp Mellanöstern, där Frankrike tillerkändes de områden som idag utgör Syrien och Libanon.

Det område som i dag kallas Syrien erövrades av muslimska araber på 600-talet. Området var sedan en del av ett islamiskt kalifat, först det umayyadiska och från mitten av 700-talet det abbasidiska. Under de följande århundradena kontrollerades området eller delar av området i tur och ordning av, bland andra, egyptiska regimer, abbasiderna, korsfarare och mamluker. På 1500-talet erövrades området av osmanerna och uppgick i det osmanska imperiet. Imperiet bestod i 400 år fram till första världskriget, då de vinnande makterna Frankrike, Storbritannien och Ryssland styckade upp Storsyrien enligt det hemliga Sykes-Picot-avtalet. Det område som idag utgör Syrien inordnades under det franska kolonialimperiet och fransmännen styrde landet med järnhand i 25 års tid under ett NF-mandat. Vid övertagandet var både ekonomin och administrationen körda i botten. Fransmännen kontrollerade viktiga funktioner i samhället och man hindrade syrierna från politisk aktivitet, alla nationalistiska strävanden slogs ned, och man frånhöll dem även deras medborgerliga rättigheter. Missnöjdheten bland folket ledde 1925 till en allmän revolt, ledd av druserna. Upproret slogs snabbt ner men missnöjet med fransmännen fortsatte och kulminerade 1939, när Turkiet tilläts annektera Hatay-provinsen i nordväst. Fler och fler röster började höjas i Syrien om självständighet. Den franska exilregeringen, ledd av general de Gaulle, gav till slut efter och lovade Syrien självständighet.
Syrien förklarades självständigt den 17 april 1946 då de sista franska trupperna lämnade landet. Därefter karakteriserades politiken i landet (men även i regionen i stort) av oroligheter och regeringarna avlöste varandra, och 1963 genomfördes en militärkupp som förde det nuvarande styret till makten. Det socialistiska Baathpartiet har regerat i ett i praktiken enpartisystem, där oppositionspartier inte erkändes. Partiet nationaliserade banker och industrier. Genom ytterligare en kupp 1970 tog Hafez al-Assad makten och förde landet mot ett mer auktoritärt styrelsesätt där all makt skulle komma att centreras runt honom som Syriens president. Med hjälp av säkerhetstjänsten och militären höll han ett hårt grepp om det syriska folket i 30 år.

### Religioner och etniska minoriteter
Den romerske kejsaren Konstantin den store gjorde på 300-talet kristendomen till statsreligion och Syrien blev ett av kristendomens centra. Detta gällde fram till 600-talet då kristendomens dominerande roll bröts. Arabiska klanmän, umayyaderna, inspirerade av profeten Mohammeds läror, sökte sig då till regionen och påtvingade befolkningen sin religion islam. Delningen av islam i sunna och shia är en konsekvens av maktkampen efter profetens död och spelar fortfarande en stor roll i konflikten mellan sunniter och shiamuslimska bekännare.
Syriens befolkning har en etnisk sammansättning av bland annat araber, kurder, armenier och turkar. De flesta är sunnimuslimer (70%), medan religiösa minoriteter utgörs av alawiter, kristna, druser och shiamuslimer. Alawiterna, en minoritet på 6–12 % av befolkningen har en särskild tolkning av islam som ligger nära shi’iternas (shia). Alawiterna betraktas som kättare av sunniterna, och de anses inte heller som renläriga av shiamuslimer, och har därför under århundraden trakasserats och förföljts. Den nuvarande styrande eliten, inklusive familjen al-Assad, är till stor del alawiter. Regimen i form av Baathpartiet har en socialistisk agenda och Syrien är officiellt sekulärt, trots att landet är dominerat av muslimer. Regeringen ser islamistiska strömningar som ett hot mot staten och moskéerna övervakas av säkerhetstjänsten. De senaste årtiondena har regeringen gett sitt stöd till moderata former av islam för att ta initiativet från grupperingar som muslimska brödraskapet, som eftersträvar att Syrien ska bli en religiös stat med islam som statsreligion. Sammandrabbningar mellan regeringstrupper och brödraskapet har skett med tusentals dödsoffer som följd, exempelvis massakern i Hama 1982.
Enligt Max Fisher (Washington Post) föreligger två olika teorier om orsakerna till våldet i Syrien. Den första teorin kan kallas "Sekteristisk omfördelning" eller "Fareed Zakaria-fallet". Syrien har artificiella gränser som skapades av de europeiska kolonialmakterna. Under Frankrikes överhöghet tvingades en blandning av olika religiösa och etniska grupper ihop. Frankrike gav makten till den alawitiska minoriteten vilket ledde till sekteristiska spänningar. Zakarias' argument är att vad vi ser i Syrien på sätt och vis är den oundvikliga ombalanseringen av makt längs etniska och religiösa linjer. Zakaria jämför situationen i Syrien med det sekteristiska blodbadet i Irak efter den USA-ledda invasionen som avlägsnade Saddam Hussein från makten.
De flesta syrier är sunniaraber, men landet drivs av medlemmar av den alawitiska minoriteten. Den alawitiska regeringen ger den egna etniska gruppen särskilda privilegier, en maktfördelning som eldar på missnöjet hos missgynnade grupper som sunniaraber och etniska minoriteter som kurder och kristna araber. Dessutom är många syriska städer och samhällen redan organiserade i etniska eller religiösa enklaver, vilket innebär att lokala miliser också är sekteristiska, något som kan förklara varför så stor del av dödandet i Syrien har utvecklats längs sekteristiska linjer.

### Befolkningsexplosion och ekonomisk utveckling
Under 1960-, 1970- och 1980-talet hade Syrien en exceptionellt stor befolkningstillväxt, en av de högsta bland de nordafrikanska staterna och Mellanöstern. Kulmen nåddes under mitten av 1970-talet, med ett genomsnittligt födelsetal på 7,6 barn per kvinna. Detta i kombination med ett kontinuerligt sjunkande dödstal under samma period gjorde att befolkningen växte från 4,5 till 13,8 miljoner mellan 1960 och 1994. 2010 hade Syrien en befolkning på 22,5 miljoner.
Under 1970- och 1980-talen hade Syrien en hög ekonomisk tillväxt, tack vare investeringar, finansierade delvis genom stöd från Sovjetunionen, stöd från andra arabstater, transferavgifter för att leda irakisk olja genom landet, samt inkomster från egna, mindre oljekällor. Arbetslösheten kunde hållas nere då tillräckligt många arbetstillfällen genererades. På 1980-talet försvann emellertid stöden från utlandet, priset på olja sjönk, och den syriska regeringen hade en hög militärbudget. I kombination med den massiva befolkningstillväxten ledde detta till en stagnerande ekonomi, arbetslösheten steg kraftigt och inflationen skenade. I ett försök att stoppa utvecklingen halverade regeringen militärbudgeten mellan 1985 och 1995.

### Olja
Enligt f.d. NATO-generalen Wesley Clarke initierade USA:s försvarsministerium strax efter attackerna den 11 september 2001 en strategi som gick ut på att störta regeringarna i sju länder, däribland Syrien och Iran. Syftet med denna strategi var enligt Clarke att få kontroll över Mellanösterns gas- och oljeresurser eftersom industribaserade länder som USA under lång tid framöver skulle vara beroende av olja. Eftersom oljan till största delen produceras i Mellanöstern gjorde detta regionen strategiskt intressant för USA, enligt RAND-rapporten, ett dokument som finansierades av USA:s armé. För att uppnå målet föreslog RAND att stödja sunnimuslimer (till exempel Saudiarabien) för att hota de shiamuslimska staterna (till exempel Iran). En viktig roll spelade för Syriens del en planerad oljepipeline som skulle gå från Qatar via Saudiarabien, Jordanien och Syrien till Turkiet som skulle ha inneburit en konkurrens för rysk olja på den europeiska marknaden. På grund av de nära banden mellan Syrien och Ryssland vägrade Assad därför att underteckna ett sådant avtal. Istället ville Assad teckna ett avtal som hade tillåtit Iran att transportera sin olja via Irak till Syrien vilket hade hotat de sunnimuslimska ländernas (och USA:s) intressen i regionen.

### Klimatförändringar
En hypotes är att klimatförändringar och torka i regionen var en av flera bidragande faktorer till arabiska våren och Syrienkriget. Den torka som drabbade Syrien 2007–2010 gjorde att skördarna slog fel, vilket drev så många som 1,5 miljoner jordbrukare in till städerna, och skapade social oro som kan ha bidragit till inbördeskriget. Dessutom ledde torkan till stigande matpriser som underblåste upproret i Syrien.

### Interna politiska problem
Bashar al-Assads far Hafez tog makten i en kupp 1970 efter två årtionden av extrem politisk instabilitet. Hans regering var en produkt av kalla krigets inblandning och ett slags arabisk politisk identitetskris som svepte regionen. Men han plockade de förlorande sidorna av båda, Sovjetunionen var hans beskyddare och han följde den antivästliga, antiimperialistiska, sekulära pan-arabiska ideologin som på den tiden var större än den är idag.
När det kalla kriget var över slöt delar av regionen till viss del fred med tidigare fientliga stater. Men Bashar al-Assad som fick makten 2000 då hans far dog, har öppet markerat sitt moraliska stöd för t.ex. Gadaffis sekulära Libyens sida och för Palestinas sak.
Enligt Nationalencyklopedin var folket missnöjt med den politiska förtrycket, fattigdom och korruptionen under ledning av presidenterna Hafiz och Bashar al-Assad. Den var den arabiska våren som inspirerades demonstranterna.
Det av NATO och USA stödda kriget, och bombkampanjen, mot Libyens sekulära stat och konsekvenserna som följde konflikten, exempelvis att islamistiska terrorgrupper och kriminella gäng fick makt i landet och skapade allmänt kaos i många städer var delvis bakomliggande orsaker till även den syriska konflikten.

## Tidslinje

### Revoltens start (2011)
I slutet av januari uppstod mindre demonstrationer som en följd av Arabiska våren och som en protest mot påstådd korruption i regeringen och kränkande av de mänskliga rättigheterna. 15 mars utbröt större oroligheter som en protest mot händelserna den 6 mars då 15 studenter fängslades och torterades efter att ha spridit regeringskritisk propaganda. Regeringen svarade 16 mars med att slå till med arresteringar av ett flertal protestanter. Konfrontationerna kulminerade den 18 mars då flera civila dödades under våldsamma upplopp.
Efter det eskalerade regeringens insatser. Regeringsmotståndare har rapporterat om att det användes stridsvagnar och prickskyttar för att kväsa oroligheterna. I Dara stängdes elektriciteten av och mat beslagtogs. Den 7 maj belägrade armén staden Baniyas, och i mitten av maj belägrades Hama, Homs, Talkalakh, Latakia och två distrikt i Damaskus. Den 4 juni sattes helikoptrar in mot demonstranter. 10 juni belägrades Jisr Shughur. Enligt syriska armén dödades 120 av deras soldater i ett bakhåll, medan motståndare hävdade att de dödade var soldater som hade deserterat och dödats av armén. Den 12 juni rapporterade en journalist inifrån Dara att staden var isolerad av armén och att det fanns risk för hungersnöd.
De ditintills mest omfattande striderna skedde i Homs där den Fria syriska armén hade tagit kontroll över flera stadsdelar. Trupper lojala mot regeringen belägrade staden och attackerade med artilleri och senare med marktrupper. De civila förlusterna i Homs uppgick till flera tusen och det humanitära lidandet var omfattande på grund av brist på el, vatten, mat och mediciner.
Ett stort antal människor har flytt till grannländerna Turkiet, Jordanien och Libanon. Flyktingar har berättat om övergrepp som både rebellgrupper och armén begått i form av fördrivning av civila genom att döda kreatur och bränna åkrar och avrättning av desertörer.
Enligt FN:s chef för mänskliga rättigheter, Navi Pillay, utövar de reguljära syriska styrkorna systematiska och överlagda övergrepp på barn. Hundratals är gripna och torterade. Enligt Olof Palmes internationella center svarade den syriska armén för merparten av kränkningarna av mänskliga rättigheter under krigets tidiga skede, men avrättningar och andra övergrepp utförda av Fria syriska armén har också dokumenterats.

### Kriget eskalerar (2012)

Situationen i mars 2013.

- Den 26 februari röstade syrierna fram en ny konstitution för landet. Den nya konstitutionen sades bland annat innebära flerpartisystem, vilket enligt regeringen skulle sätta punkt för det halvsekellånga enpartistyret. Av landets 14 580 000 röstberättigade tog sig 8 376 000 (ungefär 57 %) till valurnorna och 89 % röstade för den nya konstitutionen.[24]. Omröstningen ifrågasattes av vissa som en skenmanöver för att dämpa protesterna.
- Den 9 april rapporterade Reuters och Sky News att syriska trupper skjutit mot flyktingläger med syriska flyktingar i Turkiet. Mellan 2 och 12 personer ska enligt de första rapporterna ha dött.
- Den 12 april ingicks en vapenvila mellan regeringen och oppositionen. Vapenvilan ledde till en minskning av våldet, men striderna fortsatte då blivande terroristgrupper ignorerade vapenvilan.
- Den 15 april attackerade regeringsstyrkor staden Homs medan rebeller angrep en polisstation i Aleppo. Efter att vapenvilan trätt i kraft beslutade FN att skicka en grupp observatörer[25].
- Rebellerna hoppade 26 maj av FN:s fredsplan efter massakern i Hula nära Homs där nästan 100 personer dödades, varav 32 barn.[26] FN slår i augusti fast att det var regeringsstyrkor som utförde massakern.[27]
- Den 6 juni varnade FN:s dåvarande generalsekreterare Ban Ki-moon för ett nära förestående fullskaligt inbördeskrig i Syrien.[28].
- Den 7 juni utfördes en ny massaker i al-Qubair i Hama provinsen, enligt vittnen av shabhia milisen. Minst 55 människor dödades.[29]
- Den 18 juli dödades Syriens försvarsminister Daoud Rahja och presidentens svåger Assef Shawkat i ett självmordsattentat.[30]
- Den 20 juli inledde regeringsstyrkor en offensiv mot rebeller i Damaskus. Rebellerna hade för första gången i större utsträckning utfört attacker i huvudstaden.[31]
- Den 28 juli inledde regeringsstyrkor operationer i Syriens största stad Aleppo där Fria syriska armén under en tid haft framgångar[32].
- Den 6 augusti avgick Syriens premiärminister Riyad Hijab och gick över till oppositionen. Till ersättare utsågs Omar Ghalawanji som tillfällig premiärminister.[33]
- Den 9 augusti tillträdde Wael Nader al-Halqi som landets premiärminister.

### Islamska statens födelse (2013)
| Politiska grupperingar | RU | SY    | So | Sk    | TR | U/E | IL | S/A | IQ | Ik | Ism               | IR                | Aq/N              |
| --- | -- | ----- | -- | ----- | -- | --- | -- | --- | -- | -- | ----------------- | ----------------- | ----------------- |
| Islamiska staten |    |       |    |       |    |     |    |     |    |    |                   |                   |                   |
| Al-Qaida, Nusrafronten |    |       |    |       |    |     |    |     |    |    |                   |                   |                   |
| Iran |    |       |    |       |    |     |    |     |    |    |                   |                   |                   |
| Irakiska shiamiliser |    |       |    |       |    |     |    |     |    |    |                   |                   |                   |
| Irakiska kurder |    |       |    |       |    |     |    |     |    |    |                   |                   |                   |
| Iraks regering |    |       |    |       |    |     |    |     |    |    |                   |                   |                   |
| Saudiarabien, Arabförbundet |    |       |    |       |    |     |    |     |    |    |                   |                   |                   |
| Israel |    |       |    |       |    |     |    |     |    |    |                   |                   |                   |
| USA, EU |    |       |    | [ a ] |    |     |    |     |    |    |                   |                   |                   |
| Turkiet |    |       |    |       |    |     |    |     |    |    |                   |                   |                   |
| Syriska kurder |    | [ b ] |    |       |    |     |    |     |    |    | Vänskapligt       | Vänskapligt       | Vänskapligt       |
| Syrisk opposition |    |       |    |       |    |     |    |     |    |    | Neutralt, misstro | Neutralt, misstro | Neutralt, misstro |
| Syriens regering |    |       |    |       |    |     |    |     |    |    | Fientligt         | Fientligt         | Fientligt         |
| I mitten av 2010-talet innehöll kriget en stor mängd stridande parter, med mer eller mindre mindra fasta allianser och stöd från olika länder. Ovan listas de stridande och stödjande parterna runt september 2014, med deras lojalitet respektive fientlighet. |    |       |    |       |    |     |    |     |    |    |                   |                   |                   |

- Den 20 februari 2013 undertecknade PYD (YPG) och Fria syriska armén (FSA) ett eldupphör-avtal, men kriget fortsatte.

### 2014
- I augusti 2014 var omkring hälften av Syriens befolkning på flykt, och över 170 000 hade dödats i kriget.[40]
- En talman för rebellerna påstår att de har attackerat upp till 80 % av byar ägda av ISIS i Idlib och 65% i Aleppo.[41]

### 2015
Ryssland intervenerade militärt i det syriska inbördeskriget den 30 september 2015. Interventionen bestod av flyganfall riktade mot beväpnade terrorgrupper och islamister i nordvästra Syrien som bedrev krig mot den syriska regeringen, bland annat Jabhat al-Nusra, Daesh och Jaish al-Fatah. Rysslands flygvapen hade från 2015 en flygbas vid Humaymim, inte långt från den ryska marinbasen i Tartus. Rysslands stridsflyg stöddes på marken av Syriens krigsmakt, Islamiska revolutionsgardet och med dem förbundna väpnade grupper. Rysslands hjälpte den syriska regeringen i försök att återta territorium som förlorats till olika rebellgrupper, både jihadister och grupper som stöds av Förenta Staterna.

### 2016

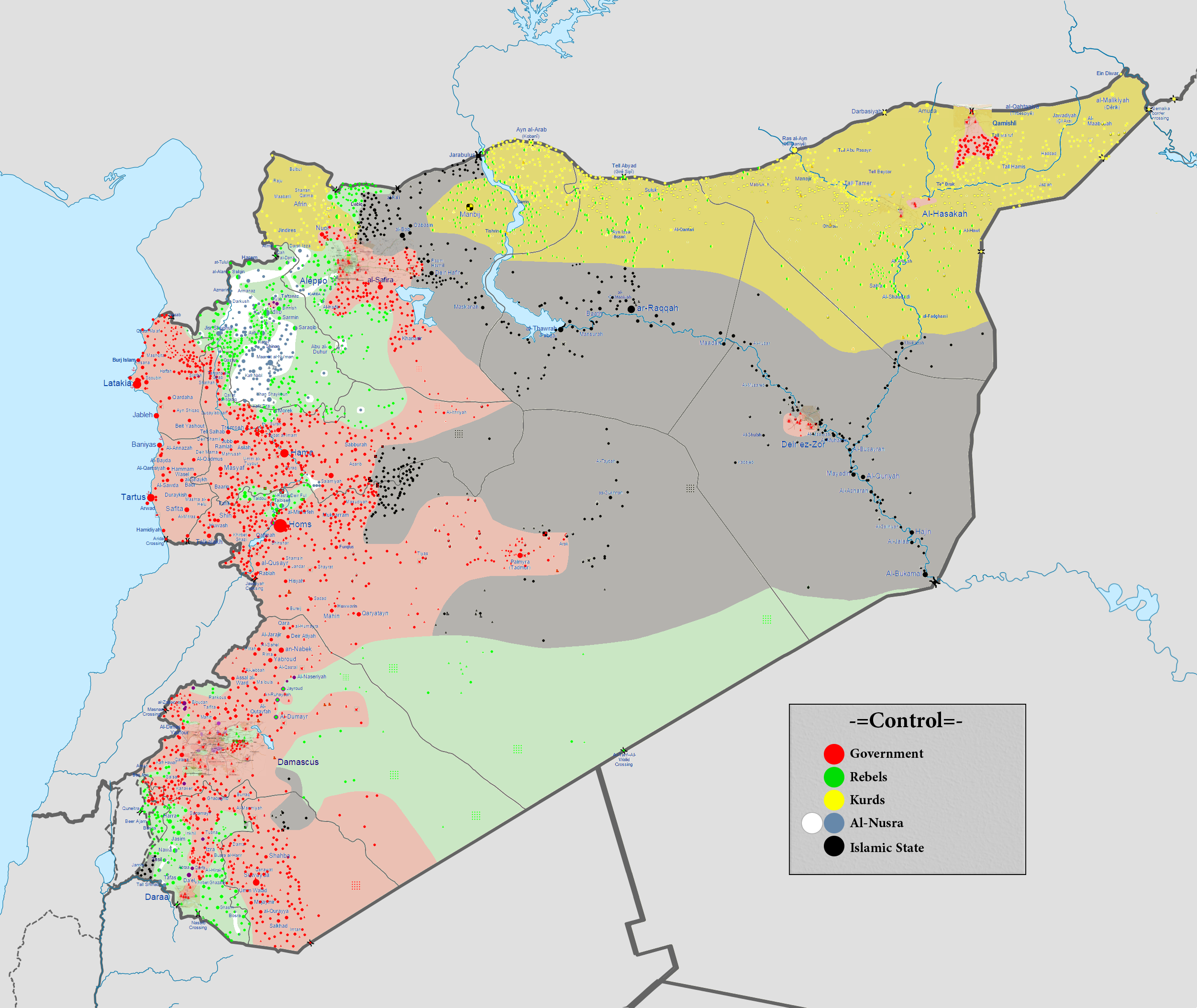
Situation sommaren 2016.

I slutet av mars tog syriska regeringsstyrkor kontroll över staden Palmyra, som föll i IS händer i maj i året innan. Under den nästan tio månader långa ockupationen av staden har jihadisterna dödat minst 280 personer, enligt oppositionella Syriska människorättsobservatoriet som bevakar kriget från Storbritannien.
Under sommaren utbröt strider i al-Hasaka, som till minst 90 procent togs över av kurdiska styrkor. Den syriska, ryskstödda armén avslutade inringningen av den oppositionsstödda östra delen av Aleppo, varefter oppositionen istället bröt igenom regeringsstyrkornas linjer i sydvästra delen av staden. Under augusti och september har den syriska regeringen övertagit flera mindre av regeringen belägrade områden söder om Damaskus, samtidigt som oppositionen inlett en offensiv med målsättning att norrifrån inta Hama.
I slutet av maj inledde Syriska demokratiska styrkorna (SDF, en koalition av kurdiska styrkor och delar av den syrisk-arabiska oppositionen) en offensiv för att erövra/återta den nordsyriska staden Manbij från IS. I början av juni inringades staden, och under juli pågår strider inne i själva staden.
Efter att SDF befäst sin kontroll över Manbij-regionen, såg Turkiet sig hotat av denna enligt landets styre PKK-relaterade gruppering. I slutet av augusti inledde Turkiet därför, tillsammans med styrkor ur Fria syriska armén (FSA), en militär operation betitlad Operation Eufrats sköld. Denna inkluderade en erövring av gränsstaden Jarābulus, en utökning av FSA:s områden i nordvästra Syrien och att det kurddominerade SDF ska dra sig tillbaka öster om Eufrat (som för Turkiets regering fungerar som en "sköld" mot kurdisk expansion västerut, längs med gränsen mot Turkiet). Turkiets inblandning ledde till att IS kunde återta förlorade områden när deras motståndare då drevs bort av Turkiet. Samtidigt har USA (som stöder både Turkiet och SDF i kampen mot IS men inte mot varandra) manat till besinning.

### 2017
- Giftgas drabbade den 4 april 2017 den oppositionskontrollerade staden Khan Shaykhun i Idlib-provinsen i samband med ett flygangrepp. Kort därefter bombades ett sjukhus där offren för attacken behandlades. Över 58 personer varav många barn dödades under attacken.[55] Andra uppskattningar placera dödssiffran till över 100.[56] Den 7 april 2017 attackerade USA en syrisk flygbas i Shayrat med 60 kryssningsrobotar från Medelhavet, som svar på användningen av kemiska vapen.[57]

- Den 7 juli, i samband med G20-mötet i Hamburg i Tyskland, möttes USA:s president Donald Trump och den ryska presidenten Vladimir Putin. Under detta möte beslutades om vapenvila i Syrien.[58]

- Den 9 juli återtog Irak, efter nära nio månader av gatustrider, kontrollen över staden Mosul som IS erövrade 2014.[59]

- Den 6 december 2017 uttalar den ryska regeringen sig om en "fullständig seger över terrorismen" på båda sidor om Eufrat.[60]

### 2018

Det aktuella läget i syrienkriget, september 2021.
Kontrolleras av syriska regeringen (Syriska armén)
Kontrolleras av syriska regeringen och Rojava (Syriska armén & Syriska demokratiska styrkorna)
Kontrolleras av Syriens nationella koalition & turkisk ockupation
Kontrolleras av Rojava (Syriska demokratiska styrkorna)
Kontrolleras av Hayat Tahrir al-Sham

- Den 7 april släppte, enligt aktivistgrupper, syriska helikoptrar tunnbomber fyllda med giftgas mot den sista rebellstaden i östra  Ghouta. WHO meddelade senare att omkring 500 personer dödades. En vecka därefter utförde USA Frankrike och Storbritannien luftattacker mot Syrien som svar.[61]

- Den 17 september kom Ryssland och Turkiet överens om att upprätta en demilitär zon i Idlibprovinsen. Zonen började patrulleras av turkiska och ryska trupper från 15 oktober.[61]

- Den 19 september tweetade USA:s president Donald Trump: "We have defeated ISIS in Syria, my only reason for being there during the Trump Presidency". USA planerade att helt dra bort sin militära närvaro i Syrien.[61]

### 2019
- Den 23 mars återtogs IS-kalifates sista ockuperade område al-Baghuz i östra Syrien som försvarats av IS-milisen, av de kurdiskarabiska Syriska demokratiska styrkorna (SDF) stödda av den USA-ledda internationella koalitionen mot IS.[62]

- Den 9 oktober inledde Turkiet en militäroffensiv in i nordöstra Syrien några dagar efter det att USA meddelat att USA:s trupper lämnade Syrien. Turkiets  "Operation Peace Spring" blev ett försök att driva bort de kurdiska trupperna från gränsen och att där placera två miljoner syriska flyktingar.[61]

- Under slutet av året inledde Syriens regering tillsammans med sina allierade, Ryssland och Iran, en offensiv för att återta Idlib som är den sista icke-regeringskontrollerade provinsen i Syrien.[63] Idlib gränsar till Turkiet i nordväst och är ett område dit många rebeller och civila har flytt från andra delar av landet. Idlib, där nära 3 miljoner människor finns, är nu omringat av Turkiska, Ryska och Iranska styrkor utöver Assad-regeringens egna styrkor.[64]

### 2020
- I mars 2020 enades Turkiet och Ryssland om vapenvila i Idlib. Den militanta terrorstämplade jihadistgruppen Hayat Tahrir al-Sham (HTS) är den dominerande kraften i Idlib.[65]

### 2024

Situationen senhösten 2024, i samband med den snabba händelseutvecklingen som ledde till al-Assads fall.

I slutet av november 2024 intogs staden Aleppo och kort därefter staden Hama av en rebellkoalition bestående av flera grupperingar och ledd av Ahmed al-Sharaa, ledare av den militanta gruppen Hayat Tahrir al-Sham. Från olika håll i landet upptogs striderna mot al-Assads och hans allierades styrkor. Denna gång var stödet från Iran, Hezbollah och Ryssland otillräckligt, och regimen förlorade på ett par veckor kontrollen även över Homs samt en mängd mindre städer i centrala, östra och södra delarna av landet. Den 8 december intogs även Damaskus av oppositionsstyrkor, varvid Bashar al-Assads regim tvingades att överlämna makten. Även Syriens normalt al-Assad-trogna områden längs med medelhavskusten kom därefter under oppositionens kontroll. De internationellt medlade fredsförhandlingarna i Astana, vilka inleddes 2017, väntades nu återupptas för att försöka lösa frågorna om Syriens framtida styre.
Efter Assad-regimens fall i december 2024 invaderade Israel landområden bortom Israels befintliga "buffertzon" i Golanhöjderna. Detta var enligt Israels premiärminister Netanyahu en reaktion på att Syriens armé övergett patrulleringen av gränsen mellan länderna. Samtidigt invaderade Turkiet-stödda styrkor området runt Manbij, som sedan offensiven kring Manbij 2016 befunnit sig under den kurdiskledda SDF-milisens kontroll. Då ville Turkiet och dess allierade i Syrien även avlägsna kurdiska styrkor runt Manbij, väster om Eufrat, vilket var anledningen till att de igångsatte den endast delvis framgångsrika Operation Eufrats sköld.

## Stridande parter

### Internationell inblandning

Syrien
Länder som stödjer den syriska regeringen
Länder som stödjer en eller flera rebellgrupper
Länder som stödjer både den syriska regeringen och en eller flera rebellgrupper

Det syriska inbördeskriget har fått betydande internationell uppmärksamhet, och både den syriska regeringen och oppositionen har fått stöd, militärt, logistiskt och diplomatiskt, från utlandet.
Bland annat Iran, Kina och Ryssland har gett ekonomiskt och humanitärt stöd till regeringssidan, medan i synnerhet Saudiarabien, Qatar, Jordanien, Turkiet och andra sunnitiska stater och grupper samt några västländer, däribland USA, har gett stöd till rebellsidan (däribland även dokumenterat islamistiska terrorgrupper).

### Islamiska staten i Irak och Syrien (IS)
Islamiska staten är en grupp som uppstod ur tidigare rebeller i Irakiska al-Qaida-rebeller och andra jihadistiska sunni-milisgrupper. Dess nye ledare Abu Bakr al-Baghdadi meddelade i april 2013 att han skulle slå samman sin organisation med den salafistiska rebellgruppen Jabhat al-Nusra som deltog i inbördeskriget mot den sekulära regeringen i Syrien, vilket medförde ett symboliskt namnbyte till Islamiska staten i Irak och Levanten (det vill säga stor-Syrien), också känt som Islamiska staten i Irak och Syrien (ISIS). Sammanslagningen avfärdades dock av Jabhat al-Nusra och även al-Qaidas ledare Ayman al-Zawahiri tog avstånd från den, men namnbytet genomfördes trots den uteblivna organisatoriska förändringen. Relationen med Jabhat al-Nusra har därefter ansetts vara ansträngd och de två opererar oberoende av varandra.
I juni 2013 meddelade al-Baghdadi att han vägrade erkänna Ayman al-Zawahiris order att överge försöket till sammanslagning med Jabhat al-Nusra. I januari 2014 offentliggjordes planer på att utöka gruppens verksamhet till Libanon för att slå till mot Hizbollah och dess allierade.. Förenta nationerna har klassificerat IS brutala kampanj av massakrer, våldtäkter och förslavanden gentemot den yazidiska minoriteten i området som ett möjligt folkmord.

### IS' och al-Qaidas avrättningar
Den 19 augusti 2014 blev den amerikanska journalisten James Foley avrättad av ISIL, som påstod att det var hämnd mot USA uppdrag i Irak. Foley blev kidnappad i Syrien i november 2012 av Shabiha-milis. ISIL hotade också att avrätta Steven Sotloff, som blev kidnappad vid den Syriska-Turkiska gränsen i augusti 2013.

### Inbördeskrigets spridning till Libanon
Flera våldsamma incidenter har inträffat i norra Libanon mellan grupper som stödjer respektive är emot den syriska regeringen liksom även våldsamheter i Tripoli mellan Sunnimuslimer och Alawiter.

## Krigets effekter

### Döda
Totalt har över 494 000 människor dödats under kriget (juni 2021).

### Hälsosituationen
I rebellkontrollerade områden, där saniteten och levnadsförhållandena blivit kraftigt försämrad, har en rad sjukdomar som tidigare varit ovanliga fått spridning. Dessa inkluderar mässlingen, hepatit, dysenteri, tuberkulos, difteri och vattkoppor.
I inledningen av inbördeskriget dog de flesta genom beskjutningar via demonstrationer och andra protester. Under 2012 ökade mängden döda genom artilleribeskjutning, medan flygräder därefter blivit ett allt viktigare medel för syriska regeringen att behålla eller överta kontrollen över olika områden. Därigenom har också förstörelsen av infrastrukturen i rebellkontrollerade områden tilltagit. Mellan mars 2011 och november 2015 finns rapporter om minst 336 attacker på minst 240 sjukhus eller läkarstationer runt om i landet. Detta har helt eller delvis slagit ut mer än hälften av dessa, och endast cirka 55% av den tidigare sjukhuspersonalen finns numera tillgänglig (beräkning från tidigt 2016).

### Flyktingar

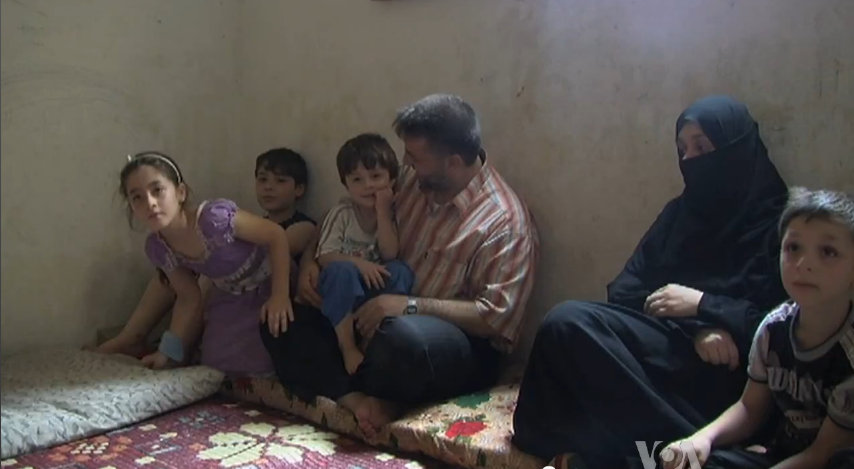
Syriska flyktingar i Libanon 2012.

Kriget har lett till att miljoner människor har flytt sina hem. I september 2014 meddelande FN att antalet syriska flyktingar överskridit tre miljoner. Under 2015 var omkring nio miljoner syrier flyktingar. Av dessa är sex miljoner internflyktingar medan tre miljoner har flytt till Turkiet, Libanon, Jordanien och Irak. Av dessa har en del rest vidare till Europa, varav cirka 150.000 till Sverige.
År 2013 beslutade Sverige, som första land i EU, att syriska medborgare som sökte asyl i Sverige skulle få permanenta uppehållstillstånd och rätt att ta hit sina familjer. I juli 2016 skärptes lagstiftningen så att uppehållstillstånden gjordes tillfälliga och familjeåterföreningen försvårades, men bedömningen av syriers rätt till skydd ändrades inte och 92% av de drygt 51 000 syrier som sökte asyl i Sverige 2015 fick uppehållstillstånd.

### Utbildning
Sedan 2010 har (fram till 2015) minst 1 miljon syriska skolbarn dödats eller tvingats fly med sina familjer ut ur landet. Av de kvarvarande 5,5 miljonerna skolbarnen saknade 2015 drygt två miljoner skolgång, att jämföra med en miljon fyra år tidigare. En fjärdedel av landets lärare (motsvarande drygt 50 000) hade då på olika sätt försvunnit ur det kvarvarande utbildningssystemet.

## Internationella reaktioner
EU har fördömt den syriska regeringen och olika västländer har individuellt gjort detsamma.[när?] FN:s dåvarande generalsekreterare Ban Ki-moon har fördömt våldet mot demonstranter som oacceptabelt.[när?] I Mellanöstern har ledarna i flera sekulära arabländer uttalat sitt stöd för president Assad, medan Israel och Turkiet har kritiserat Syrien på grund av dess stöd till Palestina och konflikten om Golanhöjderna.
Allt eftersom dödandet av demonstranter fortsatte ändrade flera arabländer sin inställning och sällade sig till kritikerna.. I november 2011 stängdes Syrien av från arabförbundets möten, och i december samma år införde arabförbundet sanktioner mot Syrien. Ryssland och Kina motsatte sig en resolution i FN som skulle kräva ett påtvingat maktskifte i landet och kunde resulterat i ytterligare destabilisering med risk för maktintressen från icke-sekulära grupper.
Ett flertal internationella medlingsinitiativ har skett under krigets gång, bland annat av Arabförbundet och FN.

## Fredsförsök
Under krigets gång, har flera internationella makter försökt nå ett fredsavtal, försök från Arabförbundet, Förenta Nationerna och andra internationella grupper.

## Skildringar

### Filmer
- Ladder to Damascus (2013)
- Sniper: Legacy (2014)
- Phantom (2015)
- The Father (2016)

### Dokumentärer
- The White Helmets (2016), som i USA vann en Oscar 2017 för bästa kortfilmsdokumentär. Filmen har kritiserats av ryska och syriska media för att inte ta upp gruppens kopplingar till Al'Qaida.

### Videospel
- Endgame: Syria (2012)
- Syrian Warfare (2017)